# Kia Sephia
Kia Sephia (type FA) (på nogle markeder Kia Mentor) var en lille mellemklassebil fra bilfabrikanten Kia Motors, bygget mellem efteråret 1992 og starten af 1999.

## Historie
Produktionen begyndte i efteråret 1992 i sydkoreanske Hwaseong, og i starten af 1994 startede salget i Europa og USA. Forbilledet for Sephia var den i 1988 introducerede Mazda 323 af type BG. I den første tid fandtes Sephia kun som sedan, hvilket indskrænkede køberkredsen. I slutningen af 1990'erne blev køberkredsen yderligere indskrænket af manglen på en dieselmotor.
Med det omfattende facelift i sommeren 1994 (i Europa tilgængelig fra midten af 1996) kom også en combi coupé (på nogle markeder kaldet "Sephia Leo"). Denne var allerede planlagt til den første modelserie og blev præsenteret i 1993 på Tokyo Motor Show. Den nye model fik en mere moderne front og en kabine rettet mod den større Kia Clarus. På sikkerhedssiden kunne modellen for første gang fås med ABS (ekstraudstyr) og passagerairbag. Den interne modelkode FA var uændret fra før faceliftet.
I 1998 kom den i eget regi videreudviklede anden generation, som kun fandtes som sedan under navnet Sephia, på markedet. Derudover kom der en optisk enestående combi coupé, som i USA blev solgt under modelnavnet Spectra, og i Europa som Kia Shuma. Produktionen af Sephia blev afsluttet i starten af 1999.
Første generation af Sephia fandtes frem til faceliftet med en 1,6-litersmotor med 60 kW (82 hk), som derefter blev afløst af en 1,5-motor med 59 kW (80 hk). Det sidste år kunne modellen leveres med en 1,5-liters 16V-motor med 65 kW (88 hk) samt en 1,8-liters 16V-motor med 82 kW (112 hk). Sidstnævnte forkortede accelerationstiden fra 0 til 100 km/t med et sekund. Motoren var udviklet af Kia selv til Kia Clarus i 1995, og kunne kun fås i combi coupé-modellen.
Sephia fandtes i udstyrsbetegnelserne SLX (basis, kunne kendes på de ulakerede kofangere), GTX og GLX. Sidstnævnte var mere en modelbetegnelse, da den var identisk med GTX, men med 1,8-litersmotor. SLX-modellen manglede det ellers standardmonterede ABS, el-ruder og -spejle samt omdrejningstæller, fjernbetjente centrallåsesystem, kabinelampe med læselamper, varme til bagsædet, højdejusterbart førersæde, nakkestøtter bagi samt startspærre.
- Kia Sephia sedan (1992−1996)
- Bagfra
- Kia Sephia SLX (basismodel, 1992−1996)
- Kia Sephia SLX sedan (1996−1999)
- Sephia SLX sedan bagfra
- Kia Sephia SLX combi coupé (1996−1999)
- Kia Sephia sedan (USA-model)

## Tekniske data
|                                                | 1.5                 | 1.5                             | 1.6                             | 1.8                             |
| Byggeperiode                                   | 1996−1998           | 1998−1999                       | 1992−1996                       | 1998−1999                       |
| Motordata                                      |                     |                                 |                                 |                                 |
| Motortype                                      | R4-benzinmotor      | R4-benzinmotor                  | R4-benzinmotor                  | R4-benzinmotor                  |
| Antal ventiler pr. cylinder                    | 2                   | 4                               | 2                               | 4                               |
| Ventilstyring                                  | OHC, tandrem        | DOHC, tandrem                   | OHC, tandrem                    | DOHC, tandrem                   |
| Fødesystem                                     | Multipoint          | Multipoint                      | Multipoint                      | Multipoint                      |
| Trykladning                                    | –                   | –                               | –                               | –                               |
| Køling                                         | Vandkøling          | Vandkøling                      | Vandkøling                      | Vandkøling                      |
| Boring × slaglængde                            | 78,0 × 78,4 mm      | 78,0 × 78,4 mm                  | 78,0 × 83,6 mm                  | 81,0 × 87,0 mm                  |
| Slagvolume                                     | 1498 cm³            | 1498 cm³                        | 1598 cm³                        | 1793 cm³                        |
| Kompressionsforhold                            | 9,4:1               | 9,3:1                           | 9,3:1                           | 9,5:1                           |
| Maks. effekt ved omdr./min.                    | 59 kW (80 hk) 5500  | 65 kW (88 hk) 5000              | 60 kW (82 hk) 5000              | 82 kW (112 hk) 5800             |
| Maks. drejningsmoment ved omdr./min.           | 120 Nm 3500         | 135 Nm 4000                     | 125 Nm 3500                     | 152 Nm 4400                     |
| Kraftoverførsel                                |                     |                                 |                                 |                                 |
| Drivende hjul                                  | Forhjul             | Forhjul                         | Forhjul                         | Forhjul                         |
| Gearkasse (standardudstyr)                     | 5-trins manuel      | 5-trins manuel                  | 5-trins manuel                  | 5-trins manuel                  |
| Gearkasse (ekstraudstyr)                       | 4-trins automatisk  | 4-trins automatisk              | 4-trins automatisk              | 4-trins automatisk              |
| Præstationer1                                  |                     |                                 |                                 |                                 |
| Topfart                                        | 172 km/t            | 180 km/t (175 km/t)             | 172 km/t (165 km/t)             | 195 km/t (185 km/t)             |
| Acceleration 0-100 km/t                        | 11,2 sek.           | 13,8 sek. (15,4 sek.)           | 11,2 sek.                       | 10,3 sek. (12,3 sek.)           |
| Brændstofforbrug pr. 100 km ved blandet kørsel | 7,3 liter Blyfri 95 | 6,3 liter (6,8 liter) Blyfri 95 | 7,0 liter (6,7 liter) Blyfri 91 | 6,6 liter (7,3 liter) Blyfri 95 |

Motorerne er E10-kompatible.